# Dirt Femme
Dirt Femme è il quinto album in studio della cantante svedese Tove Lo, pubblicato il 14 ottobre 2022.

## Tracce
1. No One Dies from Love – 3:06 (Tove Nilsson, Ludvig Söderberg)
2. Suburbia – 3:19 (Tove Nilsson, Ludvig Söderberg)
3. 2 Die 4 – 3:04 (Tove Nilsson, Oscar Görres, Gershon Kingsley)
4. True Romance – 4:06 (Tove Nilsson, Timothy Nelson)
5. Grapefruit – 3:51 (Tove Nilsson, Ludvig Söderberg, Timothy Nelson)
6. Cute & Cruel (feat. First Aid Kit) – 3:00 (Tove Nilsson, Elvira Anderfjärd)
7. Call on Me (feat. SG Lewis) – 3:18 (Tove Nilsson, Samuel George Lewis, Orlando Higginbottom)
8. Attention Whore (feat. Channel Tres) – 3:11 (Tove Nilsson, Ludvig Söderberg, Jerome Castille, Sheldon Young)
9. Pineapple Slice (feat. SG Lewis) – 2:55 (Tove Nilsson, Samuel George Lewis)
10. I'm to Blame – 3:20 (Tove Nilsson, Ali Payami)
11. Kick in the Head – 3:12 (Tove Nilsson, Timothy Nelson)
12. How Long – 3:18 (Tove Nilsson, Sibel Redžep, Ludvig Söderberg, Timothy Nelson)

## Classifiche
| Classifica (2022) | Posizione massima |
| ----------------- | ----------------- |
| Belgio (Fiandre)  | 86                |
| Belgio (Vallonia) | 167               |
| Finlandia         | 34                |
| Irlanda           | 95                |
| Lituania          | 41                |
| Norvegia          | 11                |
| Spagna            | 59                |
| Svezia            | 11                |
| Svizzera          | 50                |